# 平城電気軌道
平城電気軌道（へいじょうでんききどう）とは、1910年（明治43年）に計画された鉄道である。王寺停車場を起点とし、法隆寺・法輪寺・法起寺・慈光院・郡山城跡・薬師寺・唐招提寺・大極殿跡（平城宮跡）・法華寺などをつなぎ、若草山の南中腹まで達する路線であった。1913年に計画が却下された。

## 経緯
王寺 - 奈良間における鉄道は、1890年（明治23年）の大阪鉄道によるものが最初であった（のちのJR関西本線）。しかし、この大阪鉄道は、観光名所であった竜田や小泉などからは外れた線であった。また、法隆寺も駅から寺院までは決して近いものとはいえず、奈良市北西部から鉄道への距離も遠いものであった。これらを不便であると感じた県内の有志が、鉄道を敷設する計画をたてたのである。
そして、1910年5月27日、県を通じ内閣総理大臣桂太郎と、内務大臣平田東助に提出された。発起人は、小泉の村戸賢徳・奈良市の玉置格ほか5名であった。

## 経路と目論見
計画上のコースは以下のとおりである。（）内は現在の地名・駅名など。
- 王寺停車場（王寺駅）
- 生駒郡三郷村大字勢野（三郷町）
- 法隆寺（斑鳩町）
- 富郷村大字三井・岡本（斑鳩町東部）
- 小泉（大和小泉駅近辺か）
- 郡山町（大和郡山市）
- 九条
- 七条
- 薬師寺
- 唐招提寺
- 伏見村大字菅原（奈良市西部）
- 西大寺
- 佐紀　（平城宮跡北部）
- 法華寺
- 奈良停車場（奈良駅）
- 油坂　（奈良駅のやや北部）
- 若草山中腹

このコースを見てもわかるように、法隆寺・法輪寺・法起寺・慈光院・郡山城跡・薬師寺・唐招提寺・西大寺・大極殿跡（平城宮跡）・法華寺そして東大寺から若草山にいたる多数の名所旧跡を結ぶものであった。
これにより、鉄道を用いた観光のてこ入れを行う狙いがあったようで、「電気鉄道敷設特許願」では「近来頓ニ訪客ノ減少ヲ来シ」ている周辺村落にとって「繁栄ノ一助」となるという主張をしている。また、若草山の中腹までも上るため、若草山山上へ行くのにも利があり「世界ニ著名ナル奈良公園ヲシテ一層其美ト其快ヲ喚ハシムルニ至ル」利があるとの主張を行った。
「平城電気軌道株式会社」をたちあげ、その会社のもとで運営を行う計画で、会社の資本金は、85万円。単線架空式の電気軌道を計画していた。運行は、毎日37 往復、乗車は一車平均17人、一人あたりの平均乗車賃を20銭、年間91834円の収入が得られるとの目論見であった。

## 顛末
この申請は、結果的に認められなかった。却下決定前に県が提出した副申によると以下の3点が根拠として挙げられている。
1. 近く開通が見込まれる大阪電気軌道（現在の近畿日本鉄道奈良線。1914年（大正3年）に開通）と路線に重複があり、必要性が薄い。
2. 公園内への乗り入れは風致を損ねる。
3. 奈良市会が公益上と風致保全の観点から反対決議をした。

この県の副申を根拠として、1913年（大正2年）に政府は正式にこの計画申請を却下したのである。このあとの動きは定かではないが、史料の残存状況から類推すれば、このまま立ち消えになったのではないかと考えられる。
この平城電気軌道以外にも奈良北西部には多くの鉄道が計画されていた。1927年（昭和2年）には、南阪和電気鉄道株式会社によって、京終 - 大安寺 - 王寺 - 柏原へとつなぐ路線が計画された（既存鉄道との競合により不認可）。また、同年には信貴生駒電鉄の 路線延長も計画された。生駒から王寺をつなぎ、南下し五條へ向かうものであった（会社の資本力に難ありとして不認可）。まさに鉄道インフラの整備が相次いだ時代の中、平城電気軌道は、観光を中心とした鉄道のひとつとして歴史的位置づけを行うことができるであろう。